# Národní park Manu
Národní park Manu (španělsky Parque nacional del Manu) je jedním z peruánských národních parků. Nachází se na jihovýchodě státu na pomezí departementů Madre de Dios a Cusco. Z větší části se rozprostírá v Amazonské nížině, částečně zasahuje na východní úpatí And. Nadmořská výška se pohybuje od 300 m n. m. (ústí řeky Manu do Madre de Dios) až k výškám 4 000 m n. m. (vrcholky And).

## Přírodní poměry
Pro celé území je typická vysoká biologická rozmanitost – bylo zde napočítáno např. 5000 druhů rostlin, 220 savců, 1000 ptáků, 100 plazů, 150 obojživelníků. Vzhledem k rozlehlosti chráněného území a jeho výškovému rozpětí panují v různých částech území rozdílné klimatické podmínky a roste rozdílná flóra a fauna. Průměrná roční teplota v nížinách je 20 °C, zatímco ve vyšších partiích 5 °C. Území lze rozdělit do 3 základních geografických částí:
- vysokohorské suché klima – tzv. puna
- pás mlžných horských lesů
- amazonský prales

## Fotogalerie

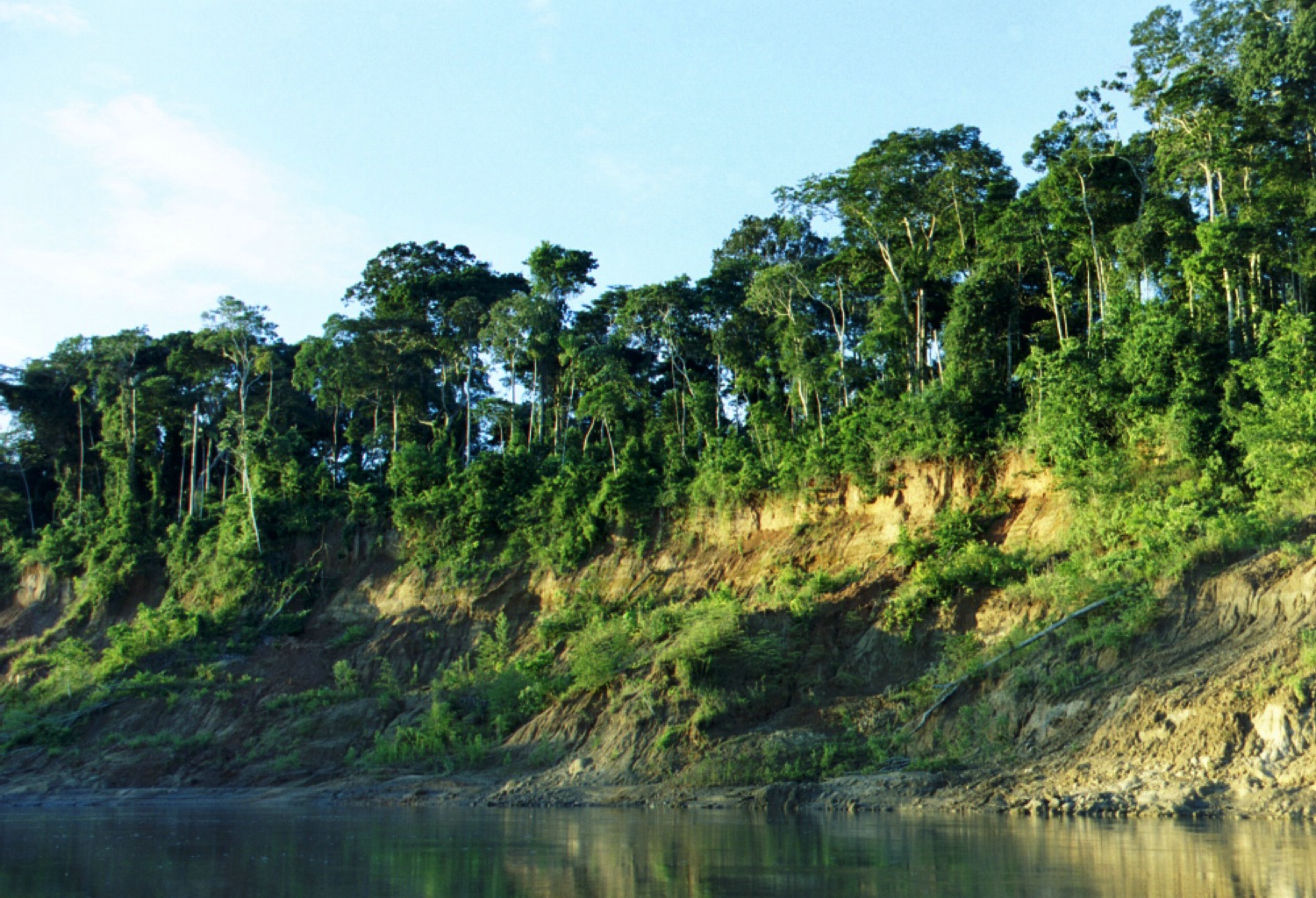
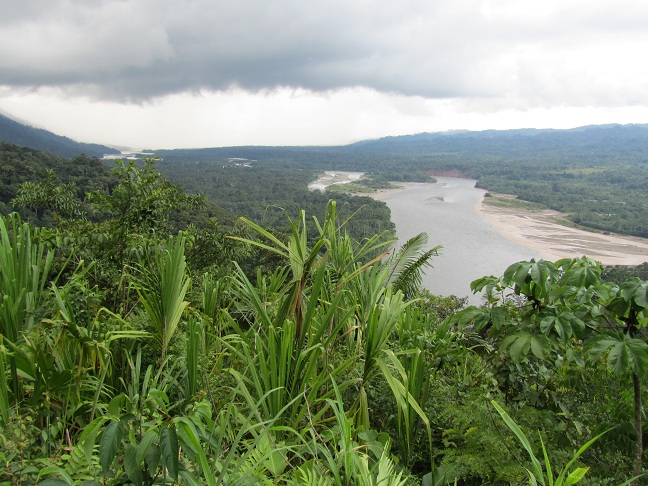